# T-12 100mm対戦車砲
T-12 100mm対戦車砲とはソビエト連邦の100mm対戦車砲である。この滑腔砲は、1960年代から80年代後半まで主に東側諸国の牽引式対戦車砲として使用された。GRAUインデックスは2A19（2А19）

## 経歴
T-12対戦車砲は1961年に就役し、BS-3 100mm野砲を代替した。これは装甲連隊、迫撃・小銃連隊の対戦車部隊に配備され、急速前進中の部隊に加えられる反撃に対し、側面防御を担当した。
1970年、この砲は量産されたT-12AまたはMT-12 "Rapira"によって代替された。これらは新しい滑腔砲身である100mm2A29砲を装備し、同じく再設計された砲架と、機銃掃射や砲弾の弾片から砲兵を防護する砲防盾を備えていた。再設計された砲架はより大きなホイールベースを備え、MT-12をMT-LBで牽引していくことができた。速度は路上60km/h、路外では25km/hに向上した。
2A29R "Ruta"、またはMT-12RとはRLPK-1レーダーを装備した型である。これは煙や霧などの環境下で、視界が悪い際に標的と交戦するための装備だった。1981年、この砲はレーザーを用いるビーム・ライディング誘導のミサイル、9M117（兵器システム名称は9K116）を発射することが可能になった。また新式の測距装置である2A29K "Kastet"またはMT-12Kを搭載した。
この兵器の後継として、125mm滑腔対戦車砲である2A45 スプルートBが計画された。近代的な西側戦車の前面防護能力は、最新鋭のAPFSDS弾を使い、至近距離であっても100mm戦車砲で貫通できる能力を超えていた。敵の弱点を突くために機動可能な戦車であればこの問題は軽減されるが、主に防御に使われるたぐいの兵器には深刻な問題だった。今日のT-12対戦車砲は、もっぱら普通の砲兵として榴弾射撃を担当している。
2017年、アルジェリア陸軍ではメルセデス・ベンツ・ゼトロストラックに搭載するタイプの、自国で開発した派生型を展示した。このシステムは、発砲の衝撃を吸収するために4基の安定用の脚を備えている。

## 説明

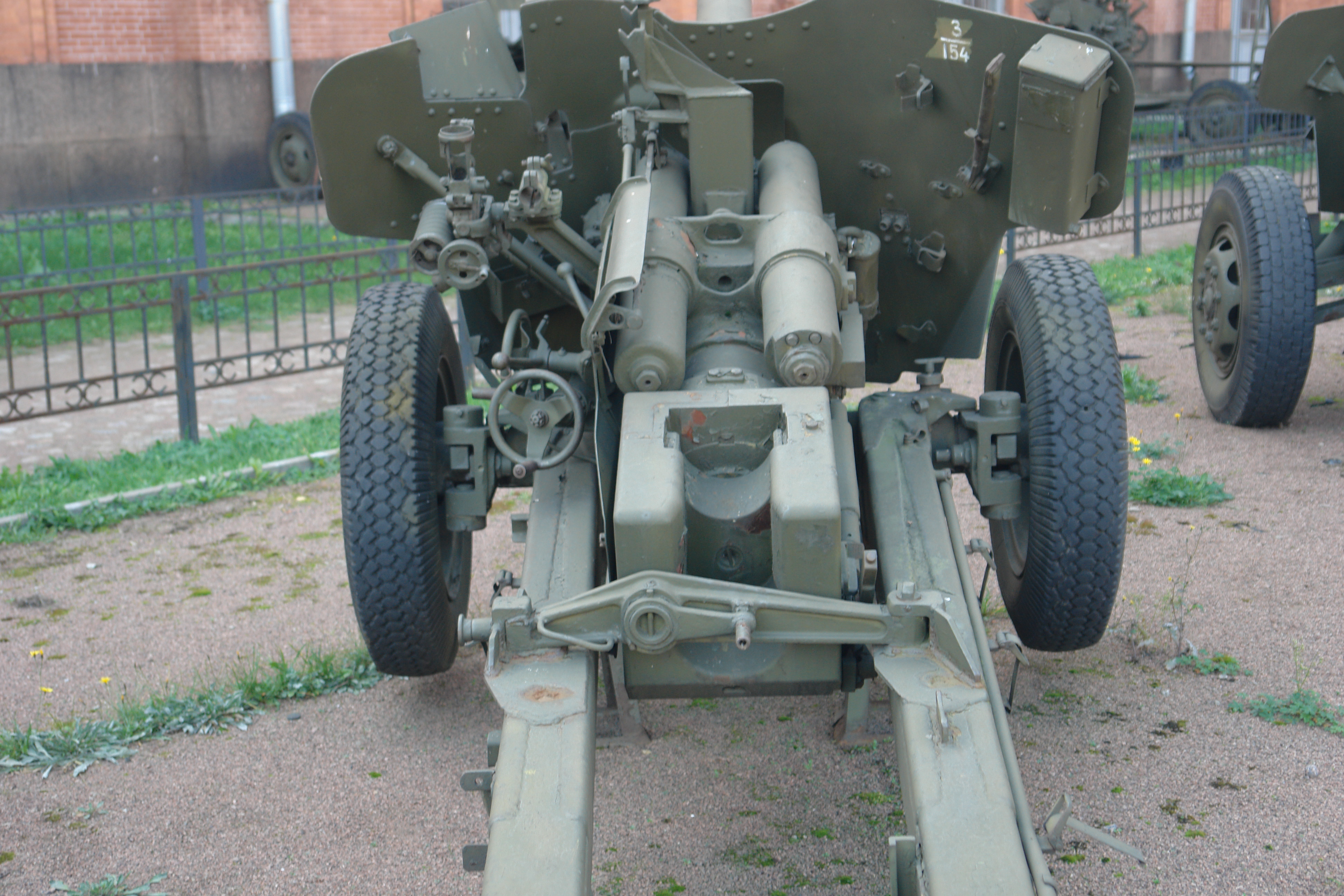
T-12対戦車砲、後方から

この砲は6名の砲兵を必要とする。指揮官、牽引車の運転手、砲手、装填手、2名の弾薬手である。
牽引用にMT-LBを使う際には、普通は弾薬20発を携行する。（APFSDS10発、HE-Frag4発、HEAT6発。）この兵器は滑腔砲であるため、全ての弾薬は飛翔中の精度向上のためにフィンが付けられている。
標準装備として間接射撃に用いるパノラマ式のPG-1M照準器、そして直接射撃用にOP4M-40Uテレスコープが備えられている。夜間の直接照準にはAPN-5-40またはAPN-6-40が用いられた。
この砲は、沼沢地や雪原の縦走用にLO-7スキー・ギアが装着できる。

## 弾薬
装甲貫通値は撃角90度、均質圧延装甲のものである。

### APFSDS

BM-2 APFSDS砲弾

3BM-2
APFSDS-T タングステン
- 全備弾薬重量：19.34kg
- 弾頭重量：5.65kg
- 砲口初速：1,575m/s
- 最大射程：3,000m
- 貫通能力：
  - 射程500mにて230mm
  - 射程2,000mにて180mm
  - 射程3,000mにて140mm

3BM23/3UBM10
APFSDS
- 全備弾薬重量：19.9kg
- 弾頭重量：4.55kg
- 砲口初速：1,548m/s
- 最大射程：3,000m
- 貫通能力：1,000mにて225mm[4]

### HEAT
3BK16M/3UBK8
- 全備弾薬重量：23.1kg
- 弾頭重量：9.5kg
- 砲口初速：975m/s
- 最大射程：1,000m
- 貫通能力：400mm[4]

### HE-FRAG
3OF12/3OF35
- 全備弾薬重量：28.9kg
- 弾頭重量：16.7kg
- 砲口初速：700m/s
- 最大射程（間接射撃）：8,200m

### 誘導弾
9K117 Kastet 3UBK10/3UBK10M
ビーム・ライディング方式のレーザー誘導弾である。
- 全備弾薬重量：24.5kg
- 弾頭重量：17.6kg
- 標準飛翔速度：300m/s
- 射程：100mから5,000m
- 貫通能力：550mmから600mm

## 採用国

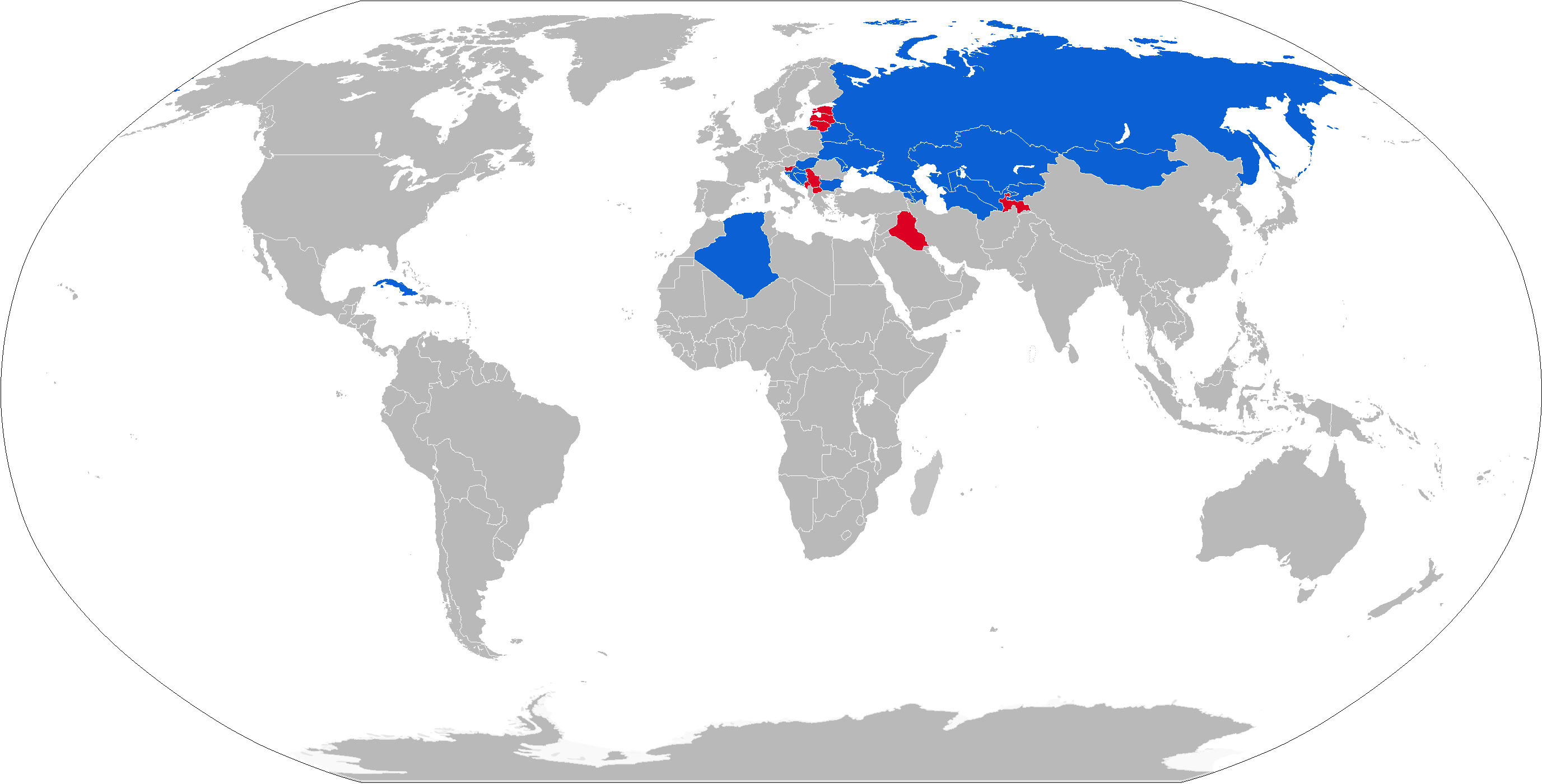
T-12対戦車砲の採用国は青、以前採用していた国は赤で表示される。

- アルジェリア：10門[5]
- ブルガリア：200門[6]。2024年時点で、ブルガリア陸軍が126門のMT-12を保有[7]。
- エチオピア：50門[6]
- ジョージア：16門[8]。2024年時点で、ジョージア陸軍がD-44およびT-12を合わせて推定40門保有[9]。
- ハンガリー：106門[6]。16門は2009時点で運用されていた[10]。
- カザフスタン：2023年時点で、カザフスタン陸軍が20門のMT-12を保有[11]。
- キルギス：2023年時点で、キルギス陸軍が18門のMT-12/T-12を保有[12]。
- モルドバ：2023年時点で、モルドバ陸軍が31門のMT-12を保有[13][14]。
- トルクメニスタン - 2024年時点で、トルクメニスタン陸軍が60門のT-12/MT-12を保有[15]。
- ウクライナ[16]
- ウズベキスタン - 2023年時点で、ウズベキスタン陸軍が36門のMT-12/T-12を保有している[17]。

### 以前採用していた国
- 東ドイツ：267門[6]
- エジプト：100門[6]
- イラク：100門[6]
- カンプチア人民共和国：15門[6]
- モンゴル：25門[6]
- ソマリア：25門[6]
- 南イエメン：72門[6]
- ソビエト連邦[18]
- ユーゴスラビア：350門[6]

## 派生型

### ルーマニア
A407
この砲システムはResita工廠で設計され、MT-12に酷似している。本砲はT-54/55戦車と同じ射程を撃つことができ、最大射程はHEATで2,200m、APC-Tで4,000mを射撃できる。
他の派生にはA407M1とA407M2が存在する。ルーマニア陸軍では、A407は100mm対戦車砲M1977として知られ、普通はDAC 887Rトラックで牽引される。ほか、この砲はDAC 665Tトラックでも牽引可能である。Model 2002は改善されたバージョンであり、自動射撃管制システムであるTAT-100を装備している。

### 中華人民共和国
73式
ソビエト連邦のT-12対戦車砲を複製したものと推測される。
86式
この砲は100mm口径の滑腔式対戦車砲で、85mm口径の56式D44砲とのいくつかの類似点がある。この砲は固定弾薬を射撃し、弾種は73式HE、73式HEAT、73式APFSDSと86式APFSDSである。最大射程は1,800m。